# Білостоцький департамент
Білостоцький департамент (німецькою — Kammerdepartement Bialystok, польською — Departament białostocki, білоруською — Беластоцкі дэпартамэнт, литовською — Balstogės departamentas, російською — Белостоцкий департамент) — адміністративно-територіальна одиниця у провінції Нова Східна Пруссія Королівства Пруссія у 1795—1807 рр. Столиця — Білосток. На півді, сході та півночі межувала з Російською імперією, на південному заході — з Плоцьким департаментом, на північному заході — з провінцією Східна Пруссія.

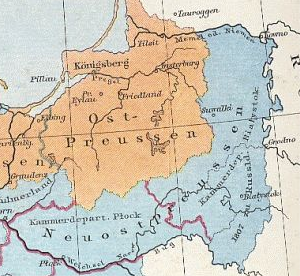
Departament białostocki na mapie z 1806 r.

Утворена після третього поділу Речі Посполитої. Після укладання Тільзитського миру 1807 р. включений до складу Російської імперії як Білостоцька область.
Населення становило понад 500 тис. осіб, які проживали у 95 тис. господарств. На крайньому півдні департаменту (Більський та Дорогочинський повіти) проживали переважно етнічні українці. Ці райони становлять українську етнографічну територію Підляшшя.
Департамент поділявся на 10 повітів (дистриктів):
- Білостоцький;
- Більський;
- Домбровський;
- Дрогичинський;
- Гоньондзський;
- Кальварійський;
- Ломжинський;
- Мар'ямпольський;
- Суразький;
- Вігерський.

На чолі повітів стояли ландрати.